# Ksudraka Agama
Ksudraka Agama (tiếng Phạn: Kṣudraka Āgama; âm Hán - Việt: Khuất-đà-ca A-hàm, Tiểu A-hàm, Tiểu phẩm A-hàm hoặc Tiểu bộ A-hàm) hay Ksudraka Pitaka (tiếng Phạn: Kṣudraka Piṭaka; Tạp tạng), hoặc ngắn gọn là Ksudraka (Tạp loại), là một tuyển tập kinh điển Phật giáo bằng tiếng Phạn. Một số truyền thống Phật giáo xem nó như là bộ A-hàm thứ năm, tương ứng với Khuddaka Nikaya của Kinh điển Pali.
Rupert Gethin viết rằng ngoài bốn bộ A-hàm chính, một bộ sưu tập 'nhỏ' gồm các kinh văn khác nhau cũng được công nhận. Bộ kinh thứ năm này bao gồm các kinh văn trong Dharmapada và Jātakas. Bốn bộ A-hàm này — cùng với một số lượng khác nhau các kinh văn nhỏ hơn cấu thành nên Ksudraka Agama — tạo nên phần Kinh tạng (Sūtra Piṭaka) của các bộ phái Phật giáo thời sơ khai.
Đặc biệt, bộ phái Dharmaguptaka đã công nhận Kṣudraka như một bộ Āgama riêng biệt. Bản dịch Hán văn của Luật tạng Dharmaguptaka cung cấp một mục lục cho bản chỉnh lý của Dharmaguptaka cho Kṣudraka Āgama, và những đoạn trong Gandhari dường như đã được tìm thấy. Các mục từ Āgama này cũng tồn tại trong bản dịch tiếng Tây Tạng và tiếng Trung Quốc — 14 bản kinh văn, trong trường hợp thứ hai.
Một số trường phái, đặc biệt là Sarvāstivāda, chỉ công nhận bốn bộ Āgama — mặc dù họ có một tập "Kṣudraka" (Tạp loại) mà họ không coi là một "Āgama". Những trường phái khác — bao gồm cả Dharmaguptaka, theo một số học giả đương thời — thích gọi nó là "Kṣudraka Piṭaka" (Tạp tạng). Cũng như đối tác Pāḷi của nó, Kṣudraka Āgama dường như là một sự nhầm lẫn, và có lẽ chưa bao giờ được thiết lập một cách dứt khoát giữa nhiều bộ phái Phật giáo sơ khai.